# Callicista tucumana
Callicista tucumana is een vlinder uit de familie van de Lycaenidae. De wetenschappelijke naam van de soort is voor het eerst geldig gepubliceerd in 1907 door Druce.